# Jajolika merala
Jajolika merala  (lat. Amelanchier ovalis), listopadni grm iz porodice ružoivki raširen u Europi od atlantske obale do Kavkaza, uz europsko te uz afričko Sredozemlje u Maroku i Alžiru, a raste i u Hrvatskoj.
Naraste do 2 metra visine. Cvjetovi su bijeli, dvospolni i jednodomni. Plodovi su jestive sočne plavocrne okrugle bobe. 
Po pitanju tla je nezahtjevna i dobro podnosi i sušu i mraz; medonosna biljka.

## Podvrste
- Amelanchier ovalis subsp. integrifolia (Boiss. & Hohen.) Bornm.
- Amelanchier ovalis subsp. ovalis

## Galerija
- A. ovalis
- A. ovalis
- A. ovalis
- A. ovalis
- A. ovalis
- A. ovalis